# Guerra civil abasí (865-866)
El guerra civil abasí de 865-866, a veces conocida también como la Quinta Fitna, fue un conflicto armado que se libró durante la llamada «anarquía de Samarra» entre los califas rivales al-Mustaín y al-Mutaz, que se disputaron el dominio del Califato abasí. La guerra, que duró aproximadamente un año, consistió fundamentalmente en un asedio prolongado de Bagdad y acabó con al-Mutaz como monarca. Al-Mustaín fue abandonado por sus seguidores y obligado a abdicar; a pesar de que se le había prometido que conservaría la vida, fue ajusticiado poco después.
La guerra supuso una victoria importante para el grupo militar turco, que había aupado a al-Mutaz al poder, y le permitió extender tanto al ejército como al gobierno califal. Los partidarios de al-Mustaín (la familia tahirí, las facciones árabes y los habitantes de Bagdad) siguieron apartados del gobierno del califato tras rendirse, aunque pudieron conservar la posición que tenían antes de la contienda. El Irak central, donde se disputó la mayoría de los combates, quedó devastado por las acciones de los dos bandos.
El historiador al-Tabari dio prolija cuenta del conflicto. Otros historiadores musulmanes, como al-Masudi y Ya'qubi, también mencionaron la guerra en sus obras.

## Antecedentes

Árbol genealógico de los califas abasíes del siglo

El califa al-Mutawakkil (847-861) había diseñado un plan de sucesión que debía permitir a sus hijos heredar el califato a su muerte; debía sucederlo primero el primogénito, al-Muntasir, luego al-Mutaz y finalmente al-Muayad. Al-Mutawakkil fue asesinado en el 861 por un grupo de oficiales turcos, probablemente con la connivencia de al-Muntasir. Durante el corto reinado de este (861-862), los turcos le presionaron para eliminar a sus hermanos de la línea sucesoria. Cuando al-Muntasir murió, los oficiales turcos se reunieron y decidieron entronizar a un primo del difunto, al-Mustaín. El nuevo califa tuvo que afrontar casi inmediatamente grandes disturbios en Samarra en favor del desheredado al-Mutaz; el ejército sofocó las protestas, pero ambos bandos sufrieron abundantes bajas. Al-Mustaín, preocupado porque al-Mutaz o al-Muayad pudiesen reclamar el título califal, primero intentó sobornarlos para que desistiesen y luego los aprisionó.
El reinado continuó sin sobresaltos hasta el 865 una vez aplastados los partidarios de al-Mutaz. La repetida incapacidad del gobierno para pagar a los soldados y las desavenencias en las filas turcas suponían, sin embargo, amenazas. A comienzos del 865, estalló una disputa entre oficiales turcos en la que pronto participó la tropa. Cuando falleció uno de los oficiales, los soldados se tornaron violentos, se amotinaron y marcharon por las calles de Samarra. Frente a esta crisis, al-Mustaín y dos de los principales oficiales turcos, Wasif y Bugha al-Sharabi, optaron por abandonar Samarra y marchar a Bagdad, a donde llegaron la primera semana de febrero de 865. Los recibió el poderoso gobernador tahirí, Muhammad ibn Abdallah, en cuyo palacio se instaló el califa.
Cuando los turcos se dieron cuenta de la partida de al-Mustaín bloquearon el tráfico con Bagdad. Una delegación turca marchó a esta para tratar con el califa; los emisarios le solicitaron el perdón para sus acciones y le rogaron que regresase con ellos a Samarra. Al-Mustaín les prometió que continuaría pagándoles, pero rehusó dejar Bagdad, y junto a Ibn 'Abdallah, se burló de su insolencia. Los turcos, humillados, volvieron a Samarra y contaron a sus conmilitones lo que había sucedido; entonces decidieron deponer a al-Mustaín. Los soldados liberaron a al-Mu'tazz y lo reconocieron como califa. Al-Mu'tazz aceptó el título y muchos de los funcionarios de Samarra le juraron fidelidad.

## Principio de las hostilidades
La guerra por el poder fue inevitable toda vez que dos miembros de la familia abasí se lo disputaban. Ibn 'Abdallah asumió el mando de las tropas leales a al-Mustaín. Ordenó el cese de los envíos de víveres de Bagdad a Samarra e indicó a los aliados de la región de Mosul que también dejasen de abastecer a la capital rival. Escribió a los jefes militares que eran favorables a su señor para que aprestasen sus tropas y empezó a reclutar soldados en la misma Bagdad. Se fortificó la ciudad en previsión de un asedio, labor que quedó completada el 22 de febrero. Se destruyeron los puentes y canales alrededor de al-Anbar, con lo que se inundó la zona y se estorbó los movimientos del enemigo. Ibn 'Abdallah también escribió a los funcionarios de hacienda del imperio, ordenándoles que enviasen los tributos recaudados a Bagdad y no a Samarra.
Por su parte, al-Mu'tazz escribió a Ibn 'Abdallah, instándole a reconocerlo como señor. Poco después, al-Mu'tazz otorgó el mando de un ejército a su hermano Abú Ahmad (luego al-Muwafaq), que debía partir a enfrentarse a Ibn 'Abdallah y al-Mustaín. Este ejército constaba de cinco mil turcos y ferganíes (faraghinah) al mando de Kalbatikin al-Turki y dos mil norteafricanos (<magharibah) que mandaba Muhammad ibn Rashid al-Magribí; partió de Samarra el 24 de febrero. Seis días más tarde llegó a Ukbara, donde Abú Ahmad dirigió las oraciones en el nombre de al-Mu'tazz. Los turcos y magrebíes comenzaron a saquear la zona entre Ubkara y Bagdad, lo que hizo que muchos de sus habitantes abandonasen sus fincas y campos. Abú Ahmad y su ejército llegaron ante la puerta de Shammasia, al este de Bagdad, el 10 de marzo, y con ello dio comienzo el asedio de la ciudad.

## Estrategias y fuerza militar

### Al-Mustaín
Ninguno de los dos califas rivales participaron en los combates. En el caso de al-Mustaín, se contentó con dejar el mando de las operaciones militares a Ibn 'Abdallah. Como jefe militar, este optó por una estrategia en general defensiva. Confiaba en poder defender Bagdad y era reticente a emprender operaciones ofensivas fuera de la ciudad, pese a los consejos contrarios de algunos, que abogaron por llevarlas a cabo. Sí se aseguró de controlar las principales poblaciones que daban acceso a la ciudad, pero no trató de atacar Samarra. Al encastillarse en Bagdad, dominar las rutas de abastecimiento de la ciudad y cercenar el avituallamiento y los tributos de Samarra, Ibn 'Abdallah probablemente creyó que podría agotar al enemigo y obtener así la victoria.
Se llevaron a cabo grandes obras para que Bagdad pudiese resistir un asedio. Se erigieron murallas y fosos tanto al este y como al oeste de la ciudad, que costaron más de trescientos mil dinares. Se instalaron balistas y manganas en las murallas, y ante las puertas se colocaron otras máquinas de guerra que debían entorpecer las maniobras enemigas. Se retiraron los toldos del mercado para que no pudiesen incendiarlos y causar fuegos, y se araron los alrededores de la ciudad para enfangar el terreno y estorbar el avance de los sitiadores. Pocos días después del principio de los combates, Ibn 'Abdallah ordenó arrasar una amplia zona tras las murallas, con el fin de facilitar el movimiento de las tropas que defendían la ciudad.
Ibn 'Abdallah contó con varias fuentes de reclutas, tanto fuera como dentro de Bagdad. Muchos jefes militares se mostraron dispuestos a obedecerlo, y en los primeros meses de la guerra varios pequeños contingente de Irak, la Mesopotamia superior, el Jibal, y la frontera arabo-bizantina, entre otros lugares, llegaron a Bagdad. Ibn 'Abdallah también gozó de apoyo de su sobrino Muhammad ibn Tahir, gobernador de la mayoría de las provincias orientales, a pesar de que por entonces este estaba enfrascado en el aplastamiento de la rebelión de Hasan ibn Zayd en Tabaristán. Para aumentar el número de soldados, Ibn 'Abdallah impuso una leva en Bagdad y pidió voluntarios para servir a al-Mustaín. A un grupo de peregrinos jorasaníes que viajaba a La Meca cuando estalló la guerra se le pidió que se quedase para combatir. También se reclutó a muchos de los bandidos de la ciudad, a los que se entregaron armas. Al principio se les dieron esteras para protegerse y bolsas de piedras o ladrillos como armas ofensivas; luego se les dieron garrotes, se los encuadró en grupos que mandaban sus propios jefes y se los registró para que cobrasen soldadas. Los beduinos árabes y los kurdos de las tribus de las regiones adyacentes también se batieron por al-Mustaín.
Se mantuvo el ceremonial cortesano, que incluía la entrega de regalos a oficiales y tropa por parte tanto de al-Mustaín como de Ibn 'Abdallah. Al-Tabari menciona abundantes entregas de recompensas a los jefes militares por sus servicios. Se les entregaban en distintas ocasiones: cuando llegaban a Bagdad con sus tropas, cuando se distinguían en el combate o cuando se los escogía para mandar una misión importante. Las túnicas de gala tradicionales se entregaban frecuentemente; otros obsequios habituales eran las joyas, las espadas ceremoniales, el dinero, y el aumento de las pagas de la tropa.
Se desconoce el tamaño exacto del ejército de Ibn 'Abdallah, pero probablemente era mucho mayor que el de al-Mu'tazz. Sin embargo, como muchas de sus unidades eran de irregulares, su conducta en combate no siempre era fiable, y a menudo fueron castigadas por desobedecer órdenes. Por añadidura, aunque muchos jefes del ejército estaban dispuestos a servir a al-Mustaín, no todos lo estaban a obedecer a Ibn 'Abdallah; se conocen varios casos de unidades favorables a al-Mustain de fuera de Bagdad que combatían a los turcos por su cuenta.

### Al-Mu'tazz
Al-Mu'tazz se preocupó desde el inicio de la crisis de presentarse como el califa legítimo. Había sido proclamado heredero en vida de su padre, y según lo dispuesto en la sucesión, debía haber recibido el título califal a la muerte de al-Muntasir. Cuando renunció a los derechos al califato en el 862 lo había hecho bajo coacción, puesto que los turcos habían amenazado con matarlo si se negaba a hacerlo, y por lo tanto consideraba el acto írrito. También trató de convencer a la población de que podía reconocerlo como soberano sin por ello romper el juramento de lealtad a al-Mustaín, y explicó sus razones por escrito a Ibn 'Abdallah.
Al-Mu'tazz se mostró al principio comprensivo con aquellos de Samarra que se opusieron a su entronización, y no les obligó a jurarle fidelidad. Sí escribió a los jefes militares del imperio para que tomasen su partido, y pronto recibió refuerzos. Según avanzó el conflicto, su bando se reforzó con los que abandonaron el de al-Mustaín. Asimismo, intentó atraer a los oficiales de su enemigo, escribiéndoles para ofrecerles sustanciosas recompensas si se pasaban a sus filas.
A Abú Ahmad, su hermano, le encomendó el mando de su ejército al comienzo de la guerra. Debía vencer a al-Mustaín y Ibn 'Abdallah y para ello recibió completa libertad para dirigir las operaciones. La estrategia de Abú Ahmad consistió en hostigar continuamente Bagdad, y tomarla bien por asalto o por hambre. Para ello, al-Mu'tazz envió ejércitos a conquistar las ciudades aledañas a Bagdad, y Abú Ahmad intentó apoderarse de los envíos de dinero a la capital enemiga. La estrategia de Abú Ahmad disgustó a al-Mu'tazz, que en varias ocasiones le recriminó el estancamiento de las operaciones, sin por ello relevarlo del mando, que conservó hasta el final de la guerra.
El ejército de Abú Ahmad a principios del asedio lo formaban unos siete mil soldados. Los refuerzos que poco después llegaron de Samarra hicieron que esta cifra aumentase hasta los once mil, aunque muchos de los refuerzos perecieron al poco de llegar ante Bagdad. Más tarde, un espía de Ibn 'Abdallah informó de que los ejércitos que cercaban la ciudad por el este y el oeste contaban con diecinueve mil hombres en total y que al-Mu'tazz apenas tenía más soldados, pues había enviado casi todos los disponibles en Samarra a participar en el asedio.

## Principales acontecimientos de la guerra
La contienda duró algo menos de un año, y hubo combates desde la Mesopotamia superior, al norte, hasta las fronteras de Juzestán, al sureste. La mayoría de los choques, sin embargo, se libraron en Irak, en especial en torno a Bagdad, donde residía al-Mustaín.

### Bagdad

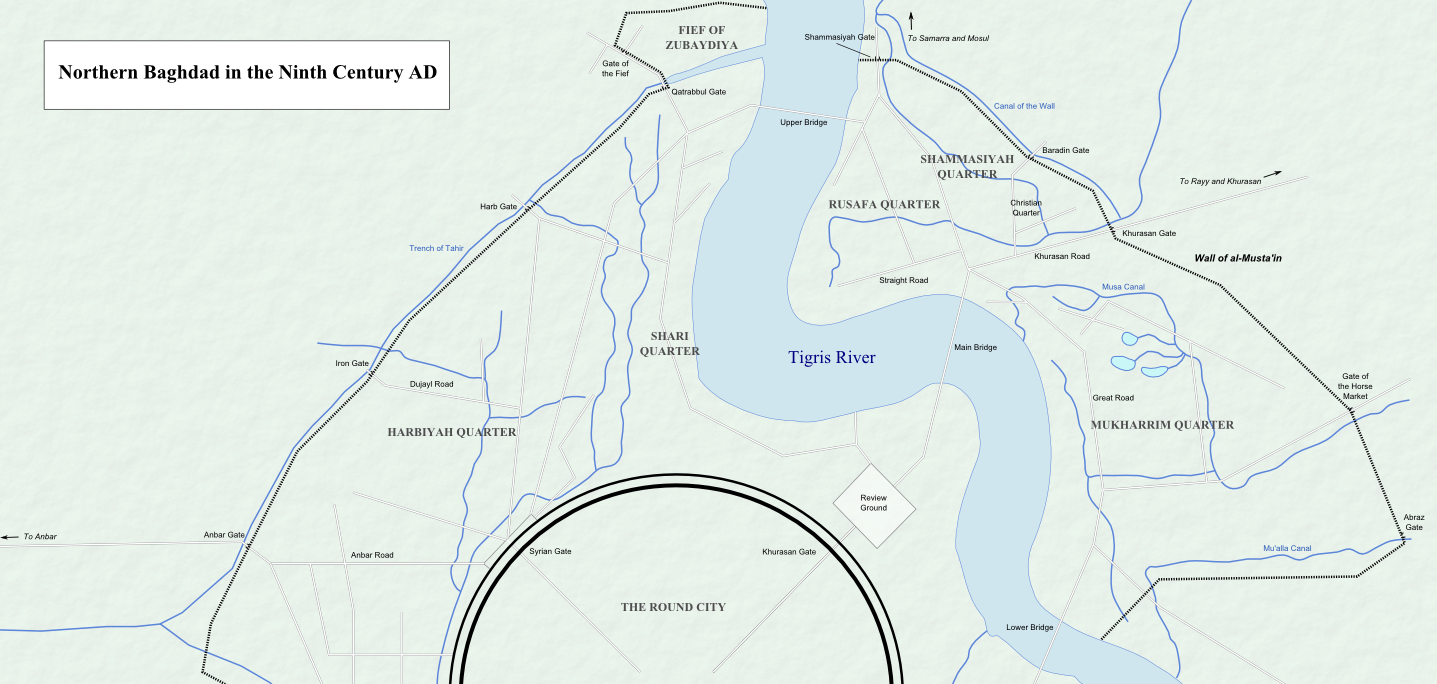
El norte de Bagdad en la época del asedio. Se observan las murallas construidas por al-Mustaín.

Los primeros días tras la llegada de Abú Ahmad ante Bagdad, los dos bandos evitaron enfrentarse. Ibn 'Abdallah se acercó al campamento enemigo el 14 de marzo y exhortó a los de Samarra a que se marchasen; si lo hacían, les aseguró que al-Mustaín nombraría heredero a al-Mu'tazz. Si rechazaban la oferta, anunció que las hostilidades comenzarían a la mañana siguiente.
Los de Samarra se acercaron a las puertas de Shammasia y Jorasán, en el lienzo oriental de la muralla, al día siguiente y trataron de entrar en la ciudad por ellas. Los bagdadíes los repelieron con flechas y proyectiles de las manganas y las balistas y les infligieron copiosas bajas. Los turcos trataron de acercar un cañón a la puerta de Jorasán, pero una carga de regulares e irregulares se lo impidió. Al final del día, los de Samarra se retiraron a su campamento; los dos bandos habían sufrido cientos de bajas en la lucha.
Un segundo ejército venido de Samarra llegó ante la ciudad el 20 de marzo; constaba de cuatro mil turcos, norteafricanos y ferganíes, se apostó al oeste de Bagdad y plantó su campamento cerca de las puertas del Feudo y Qatrabbul. A la mañana siguiente, Ibn 'Abdallah ordenó a un gran contingente de infantería y caballería que lo acometiese. Al principio la suerte sonrió a los de Samarra, que arrinconaron al enemigo junto a la puerta del Feudo. Llegaron entonces refuerzos bagdadíes, que hicieron retroceder al enemigo hacia un tercer contingente de la ciudad, que lo esperaba emboscado. El pánico cundió en las filas de Samarra, en la que se desató una desbandada. Muchos de los sitiadores intentaron cruzar a nado el Tigris hasta el campamento de Abú Ahmad, pero fueron apresados por las barcas que patrullaban el río. El resto se encaminó al norte, y algunos de los soldados llegaron incluso a Samarra.
La batalla en torno a la puerta de Qatrabbul supuso una gran victoria para los bagdadíes. Habían dado muerte a dos de los cuatro mil enemigos apostados en el lado occidental de la ciudad: varias cabezas de los fenecidos adornaron Bagdad; muchos de los supervivientes habían sido hechos prisioneros. En Samarra, la noticia de la derrota desencadenó disturbios; parte de la población parece que la consideró una señal de la debilidad del ejército de al-Mu'tazz. Ibn 'Abdallah, pese a todo, rechazó aprovechar la victoria para perseguir al enemigo en fuga y se limitó a anunciar la victoria en la mezquita de Jama. Mientras, el ejército de Abú Ahmad, que no parece haber participado en la batalla, seguía acampado al este de la ciudad, por lo que el asedio continuó.
Después de la batalla de la puerta de Qatrabbul, el sitio se estancó. Durante el final de la primavera y el verano, los dos bandos se enfrentaron en torno a las defensas de la ciudad y sufrieron abundantes pérdidas, pero ninguno de los dos consiguió imponerse al otro. Los combates se extendieron a las comarcas cercanas a Bagdad, ya que los dos bandos se disputaron las rutas que conducían a la ciudad cercada. Los de Samarra pudieron limitar la cantidad de los suministros que llegaban a los asediados, pero no evitar que los ejércitos enemigos entrasen y saliesen de Bagdad.
La situación se mantuvo hasta comienzos de septiembre. La mañana del 8 de septiembre, los ejércitos de Samarra asaltaron la ciudad desde el este y el oeste. Por el este atacaron la puerta de Shammasia; por el oeste los turcos y norteafricanos abrieron brecha en la primera línea de defensas y alcanzaron la puerta de Anbar. Los que defendían esta fueron cogidos por sorpresa, pero se defendieron denodadamente, aunque finalmente hubieron de retroceder, lo que permitió al enemigo prender fuego a la puerta. Los de Samarra consiguieron penetrar en la ciudad y se dispersaron por el barrio de Harbia, incendiando todo a su paso. Los habitantes de esta parte de la ciudad huyeron para salvarse y los de Samarra plantaron banderas en las zonas que ya dominaban.
Ibn 'Abdallah reunió a sus lugartenientes y envió refuerzos a las puertas del lienzo occidental. Estos trabaron combate con el enemigo, le infligieron abundantes bajas y lo empujaron hacia las puertas. La lid continuó hasta mediada la tarde; los bagdadíes expulsaron finalmente al enemigo de la ciudad, que se retiró a su campamento. Se ordenó entonces reparar las brechas que se habían abierto en la muralla. El asalto por oriente también fracasó, repelido por los bagdadíes, si bien los dos bandos sufrieron numerosas bajas en la lucha por la puerta de  Shammasia. El asedio se reanudó tras el fallido intento de tomar la plaza por asalto.
Cuando comenzó el otoño, Ibn 'Abdallah y sus lugartenientes decidieron hacer una salida para poner fin a la contienda, estancada. Se prepararon las manganas y las balistas y a finales de noviembre se abrieron las puertas. Salió a combatir todo el ejército bagdadí y barcas cargadas de arqueros y provistas de artillería remontaron el Tigris. Los sitiados atacaron al ejército de Samarra, lo vencieron y lo pusieron en fuga. Saquearon seguidamente el campamento enemigo y los irregulares empezaron a cortar las cabezas de los caídos en la batalla. Los de Samarra, sin embargo, se recobraron: Abú Ahmad reagrupó a sus fuerzas y frenó los asaltos enemigos. A continuación recuperó el campamento, que habían evacuado los bagdadíes, que se refugiaron de nuevo en la ciudad.

### Al-Nahrawan
La ciudad de al-Nahrawan estaba justo al este de Bagdad. Su importancia se debía a que era la primera etapa del camino que unía Bagdad con el Jorasán, que gobernaba el sobrino de Ibn 'Abdallah; quien dominase la ciudad se haría por tanto con el control del tráfico entre los dos puntos.
Antes de que comenzase el asedio de Bagdad, Ibn 'Abdallah había enviado quinientos soldados de infantería y caballería a defender al-Nahrawan de los turcos. Luego despachó otros setecientos. El 19 de marzo, nueve días después de que Abú Ahmad llegase ante Bagdad, un destacamento turco se plantó ante al-Nahrawan para intentar arrebatársela a Ibn 'Abdallah. Los defensores decidieron dar batalla campal al enemigo. Los turcos se impusieron pronto, y los defensores escaparon a Bagdad. Cincuenta de los defensores habían muerto en la batalla, y los turcos enviaron sus cabezas a Samarra junto con monturas y armas que los defensores habían abandonado. La victoria de los turcos supuso que obtuviesen el control del camino del Jorasán; cortaron las comunicaciones entre esta región y Bagdad. Cuando Ibn 'Abdallah' se enteró de la derrota, ordenó que las tropas apostadas a lo largo del camino en Hamadán volviesen a Bagdad.
Aunque no se conocen intentos de Ibn 'Abdallah por recuperar al-Nahrawan, la ciudad siguió padeciendo a causa del conflicto. Un contingente de Samarra que volvía del Jibal entró en la ciudad y, por razones que se desconocen, su jefe ordenó el pillaje. Los soldados atacaron a la población, la mayor parte de la cual abandonó la ciudad.

### Al-Anbar y Qasr ibn Hubayrah
Al-Anbar, situada junto al Éufrates, al del oeste de Bagdad, había sido una ciudad importante a comienzos de la época abasí. Ibn 'Abdallah le había ordenado a su gobernador que se aprestase a defenderla. Se destruyeron los canales y los puentes en torno a ella, lo que hizo de los terrenos que la circundaban una gran ciénaga. El jefe de al-Anbar reunió un ejército de varios miles de beduinos a mediados de la primavera y pidió refuerzos a Ibn 'Abdallah. Este ordenó que se le enviasen más de mil soldados de caballería e infantería.
En Samarra, entretanto, se diseñaba el plan de ataque contra la población, y al poco al-Mu'tazz envió un ejército de turcos y norteafricanos al mando de Muhammad ibn Bugha para tomarla. La defensa se dividió en dos grupos: los refuerzos se apostaron fuera de la ciudad y los beduinos, dentro. Cuando el ejército de Samarra se presentó ante al-Anbar, sorprendió a los refuerzos. Algunos de los defensores se defendieron, pero pronto emprendieron la fuga, en la que muchos cayeron muertos o fueron apresados por los atacantes. Cuando el jefe de la ciudad observó que los refuerzos escapaban, abandonó la población. Llevó a sus hombres al otro lado del río, cortó el puente de pontones que había usado para cruzarlo y se encaminó a Bagdad.
Al-Anbar había quedado indefensa, por lo que sus habitantes decidieron capitular. Los sitiadores aceptaron no saquear la ciudad, que ocuparon sin molestar a la población. Al día siguiente, sin embargo, los soldados se apoderaron de un envío de al Raqa y empezaron a pillar la ciudad. Mandaron las cabezas de los asesinados a Samarra, junto con los prisioneros que habían hecho, y trataron en vano de bloquear la ruta fluvial a Bagdad por el Éufrates.
Cuando los ejércitos vencidos en al-Anbar llegaron a Bagdad, Ibn 'Abdallah ordenó que se recuperase la ciudad. Despachó un contingente de tropas a Qasr ibn Hubayrah, aguas abajo del Éufrates, que allí se apostó aguardando órdenes de proseguir la marcha. Mientras, se reclutó un ejército de más de mil hombres en Bagdad, cuyo mando recibió Huseín ibn Ismaíl, y que debía dirigirse directamente a al-Ambar y vencer a la guarnición enemiga que la defendía. Tras cierto retraso por problemas con el pago de las soldadas, el ejército partió a finales de junio.
El ejército bagdadí sufrió casi desde su partida el acoso de los turcos y norteafricanos, que trataban de impedir que alcanzase al-Anbar. Pese a la resistencia enemiga, logró construir un puente a través de un canal que protegían los turcos, pero tras doce días de marcha todavía no había conseguido llegar a su objetivo. Finalmente los turcos, que contaban con espías en el ejército enemigo, lo emboscaron. Sufrieron grandes pérdidas, pero desbarataron a las fuerzas enemigas, muchos de cuyos soldados perecieron en el combate o se ahogaron en el Éufrates. La caballería huyó, y cuando los oficiales percibieron que habían perdido el control de la situación, también se retiraron. Los turcos saquearon entonces el campamento enemigo y reunieron a los cautivos que habían hecho en la lid. En la batalla los dos bandos tuvieron centenares de muertos y heridos.
Los restos del ejército vencido volvieron a Bagdad y acamparon en los suburbios de ciudad la primera semana de julio. Ibn 'Abdallah dio orden que de se prohibiese el acceso de Huseín a la ciudad, y que cualquiera de sus soldados que no volviese de inmediato al campamento fuese azotado y se le privase de paga. Al-Mustaín también envió una carta a los soldados acampados junto a la ciudad, recriminándoles su derrota y acusándolos de desobediencia y motín. A Huseín se le ordenó reunir a sus hombres y que intentase nuevamente recuperar al-Anbar. A mediados de julio había aprestado sus tropas y marchó por segunda vez a reconquistar la ciudad perdida.
Este segundo intento acabó también en fracaso. Los turcos volvieron a hostigar al enemigo entre Bagdad y al-Anbar. Huseín pudo alejarlos durante varios días, pero finalmente los turcos eliminaron la protección de los flancos y seguidamente acometieron al grueso del ejército bagdadí, al que vencieron y cuyo campamento volvieron a saquear. Huseín huyó en una barca, pero cien de sus hombres perecieron en el combate y otros ciento setenta fueron hechos prisioneros, entre ellos varios oficiales. Huseín y los demás supervivientes regresaron a Bagdad, y no hubo más intentos de retomar al-Anbar.
Qasr ibn Hubayrah, la otra ciudad occidental que contaba con una guarnición fiel a Ibn 'Abdallah, la tomaron los turcos poco tiempo después. En efecto, tras apoderarse de al-Anbar, el ejército de Samarra se había dirigido a ella para conquistarla. El jefe de la guarnición huyó y la ciudad cayó en manos de los turcos sin que estos hubiesen de combatir.

### Madain
Madain, al del sur de Bagdad en dirección a Wasit, era una serie de poblamientos cercanos a las antiguas capitales imperiales persas de Ctesifonte y Seleucia. Abu'l-Saj Dewdad partió de Bagdad el 21 de abril y marchó hacia Madain por orden de Ibn 'Abdallah, al frente de tres mil soldados de caballería e infantería. Llegó a la zona y apostó sus tropas. Luego escribió a Ibn 'Abdallah solicitando refuerzos, que recibió.
Durante el verano, numerosos contingentes turcos comenzaron a aparecer por la región. Abú'l-Saj reaccionó marchando al sur, al distrito de Jarjaraya, donde en agosto venció a un destacamento turco a cuyo jefe dio muerte. Se enfrentó a los tuscos otra vez en octubre cerca de Jarjaraya y les infligió grandes pérdidas, entre muertos y prisioneros. A pesar de estas victorias, Abu'l-Saj no estaba contento con sus tropas, por lo que Ibn 'Abdallah le envió nuevos refuerzos. Estos emprendieron la marcha hacia Jarjaraya el 23 de octubre y en un día llegaron a Madain, al tiempo que un ejército turco.
Los dos grupos trabaron combate; los turcos abrieron brecha en las murallas y se apoderaron de la ciudad. Los defensores trataron de replegarse, de embarcar a parte de la infantería y retirar el resto por la orilla del río mientras la caballería protegía la maniobra, pero los turcos siguieron acosándolos y mataron a su jefe. Al haber perdido Madain, los supervivientes se encaminaron al campamento de Abú'l-Saj. Ibn 'Abdallah, disgustado por la derrota, ordenó que muchos de los que habían luchado en Madain fuesen confinados en arresto domiciliario.

## Fin de la guerra
El asedio comenzó a dar frutos con el tiempo. Fueron escaseando el dinero y los alimentos y a extenderse el descontento entre la población. Ya en agosto varios abasíes se quejaron a Ibn 'Abdallah de que no se les entregaban sus asignaciones. Según se deterioraba la situación en la ciudad, Ibn 'Abdallah se convencía paulatinamente de que era imposible vencer mediante las armas. Para noviembre, ya había entablado negociaciones secretas con al-Mu'tazz para pactar la rendición de al-Mustaín, conversaciones que este ignoraba y para las que no dio su aquiescencia.
Ibn 'Abdallah y al-Mu'tazz habían empezado a parlamentar cuando el primero intento su fallida salida contra los sitiadores. Tras el combate, al-Mu'tazz había acusado a Ibn 'Abdallah de mala fe y su ejército apretó el cerco. Pronto la escasez comenzó a aquejar a la ciudad. Las multitudes empezaron presentarse ante el palacio de Ibn 'Abdallah, profiriendo gritos de «¡hambre!» y reclamando soluciones a sus cuitas. Ibn 'Abdallah prometió hacerlo para acallar las protestas, y al mismo tiempo envió una oferta de paz a al-Mu'tazz. Este respondió a favorablemente, y el 8 de diciembre un representante de Abú Ahmad empezó a tratar secretamente con Ibn 'Abdallah para poner fin al conflicto.
Cuando llegó diciembre, la agitación popular en Bagdad creció. Algunos soldados de la infantería regular y civiles se unieron para protestar el 16 del mes: los primeros exigían sus pagas y los segundos se quejaban del aumento desmesurado de los precios de los alimentos. Ibn 'Abdallah logró que se dispersasen, pero estallaron disturbios dos días después que fueron difíciles de controlar. Entretanto, las negociaciones entre Ibn 'Abdallah y Abú Ahmad continuaron; aquel le envió emisarios y liberó a algunos prisioneros enemigos. Hacia finales de diciembre, las partes alcanzaron un principio de acuerdo que comportaba el derrocamiento de al-Mustaín; Abú Ahmad se avino entonces a enviar cinco barcos cargados con víveres y forraje a la ciudad para aliviar su penuria.
Cuando los ciudadanos de Bagdad se enteraron del acuerdo que había pactado Ibn 'Abdallah y que suponía el destronamiento de al-Mustaín, se concentraron ante su palacio. Por lealtad a al-Mustaín y por temor de que la rendición permitiese el saqueo de la ciudad por el enemigo, asaltaron las puertas del palacio y acometieron a la guardia. Para tranquilizarlos, al-Mustaín apareció sobre la puerta acompañado de Ibn 'Abdallah, les aseguró que seguía siendo el califa y que dirigiría las oraciones de viernes al día siguiente. No obstante, ese viernes, 28 de diciembre, no apareció, lo que hizo que la multitud saquease las casas de los hombres de Ibn 'Abdallah y que se congregase de nuevo ante el palacio de este, lo que impelió a al-Mustaín a mostrarse de nuevo. Poco después se trasladó del palacio de Ibn 'Abdallah a otra residencia en la ciudad, y el 2 de enero del 866, presidió las plegarias de la Fiesta del Sacrificio.
Ibn 'Abdallah, por su parte, trató de convencer a la población de que seguía defendiendo los intereses de al-Mustaín, mientras al tiempo continuaba las conversaciones con Abú Ahmad para fijar los términos de la rendición. Los dos se reunieron el 7 de enero bajo un dosel junto a la puerta de Shammasia; acordaron que los ingresos estatales se repartirían entre los dos bandos: los turcos obtendrían dos tercios de ellos y el resto lo recibirían Ibn 'Abdallah y el ejército bagdadí. Además, decidieron que al-Mustaín se haría cargo de parte de las soldadas de sus hombres. Al día siguiente, Ibn 'Abdallah se presentó ante al-Mustaín e intentó persuadirle de que abdicase. Al principio al-Mustaín rehusó categóricamente, pero cuando los oficiales turcos Wasif y Bugha declararon que compartían la opinión de Ibn 'Abdallah, accedió a hacerlo.
Según lo estipulado, al-Mustaín recibiría una hacienda en el Hiyaz, y se le permitiría viajar entre las ciudades de La Meca y Medina. Ibn 'Abdallah reunió un grupo de jueces y juristas el 12 de enero para dar fe de que al-Mustaín le había encomendado la gestión de sus asuntos. Se enviaron emisarios a Samarra para comunicar las condiciones de la abdicación, que al-Mu'tazz aceptó y confirmó personalmente por escrito. La delegación regresó a Bagdad con el documento firmado el 24 de enero, acompañada por un grupo de emisarios que viajaron con ella para llevar a cabo el juramento de lealtad de al-Mustaín a al-Mu'tazz. El viernes 25 de enero, al-Mu'tazz fue proclamado califa en las mezquitas de toda Bagdad.

## Consecuencias
El resultado de la guerra no resolvió los problemas que la habían desencadenado. Los ingresos estatales seguían siendo insuficientes para pagar las soldadas de los militares, lo que originaba episodios violentos entre estos. Los militares todavía pretendían controlar totalmente los asuntos de estado, y se oponían a los intentos de los califas de someterlos a su autoridad. Por todo ello, la inestabilidad previa a la guerra resurgió pronto.
El conflicto fue además muy perjudicial para la economía del imperio. Los gastos de la campañas, de los sueldos de los oficiales y la tropa fueron muy altos, para los dos bandos. La destrucción de los canales en la región de al-Anbar fueron uno de los motivos de la larga crisis económica en que se sumió la zona; los abundantes saqueos y desplazamientos de población que acontecieron durante la guerra redujeron la producción de la provincia más rica del imperio y menoscabaron las finanzas estatales. Bagdad fue devastada; los barrios orientales nunca llegaron a recobrarse del todo de los estragos sufridos en la contienda. La falta de abastos que sufrió su población durante meses desató la inflación y originó una amplia escasez. Se ignora el número exacto de víctimas que causó el conflicto, pero se calcula en varios miles.
Pese a lo estipulado en la capitulación, no se le permitió a al-Mustaín que se exiliase en el Hiyaz y se lo trasladó a Wasit. Se le ordenó en octubre del 866 que marchase a Samarra; el 17 del mes, cuando llegó a los alrededores de la ciudad, un grupo enviado para asesinarlo interceptó a su comitiva y le dio muerte.
El reinado de Al-Mu'tazz tras la guerra resultó corto y violento. Sus hermanos Abú Ahmad —a quien debía la victoria en la guerra— y al-Muayad fueron encarcelados en el 866; el segundo falleció poco después. También resurgieron las escaramuzas en el ejército, que se cobraron numerosas víctimas, entre ellas Wasif y Bugha. Finalmente, como el califa no podía pagarles, un grupo de oficiales turcos, norteafricanos y ferganíes lo obligaron a abdicar en julio de 869; al-Mutaz falleció unos días después, del maltrato al que lo habían sometido.
El único abasí que se benefició a la larga de la guerra fue Abú Ahmad. Entabló estrechas relaciones con los jefes turcos, que posiblemente impidieron que al-Mu'tazz le diese muerte cuando lo encarceló. Pese a su encarcelamiento y posterior exilio, siguió siendo un personaje poderoso en el gobierno y un posible pretendiente al trono califal en 869. Desde la entronización de al-Mutamid en 870, fue el soberano de facto del imperio, que rigió con el título de al-Muwafaq, aunque nunca llegó a califa. Merced a sus vínculos con los turcos, fue el principal jefe militar del Estado. Su hijo al-Mutadid sí que alcanzó la dignidad califal, en 892, y todos los califas abasíes posteriores fueron sus descendientes.
La derrota de al-Mustaín permitió que Samarra siguiese siendo la capital del califato. Continuó siéndolo hasta el 892, cuando en tiempos del reinado de al-Mutadid la capital se trasladó a Bagdad.